# Ephies schwarzeri
Ephies schwarzeri är en skalbaggsart som beskrevs av Hayashi 1968. Ephies schwarzeri ingår i släktet Ephies och familjen långhorningar.
Artens utbredningsområde är Taiwan. Inga underarter finns listade i Catalogue of Life.